# 莱赫拉加加
莱赫拉加加（Lehragaga），是印度旁遮普邦Sangrur县的一个城镇。总人口19310（2001年）。

## 人口
该地2001年总人口19310人，其中男性10294人，女性9016人；0—6岁人口2474人，其中男1379人，女1095人；识字率63.94%，其中男性为69.81%，女性为57.23%。